# IC 427
IC 427 је емисионо-рефлексиона маглина у сазвјежђу Орион која се налази на листи објеката дубоког неба у Индекс каталогу.
Деклинација објекта је - 6° 37' 0" а ректасцензија 5h 36m 18,0s.